# Сага за Бьорн Героя от долината Хит
Сага за Бьорн Героя от долината Хит (на исландски: Bjarnar saga Hítdælakappa) е исландска сага създадена около началото на 13 в. Действието в историята се развива между 1000 и 1025 г. в южната част на полуостров Снайфедлснес и северно от фиорда Боргарфьордюр, една от най-ранно заселените части на Исландия.
Сюжетът на сагата е подобен на този на създадената по-късно Сага за Гунлауг Змийския език. Главният герой и тук е исландски скалд, който заминава на пътешествие и оставя в Исландия своята годеница, която трябвало да го чака три години. В Норвегия Бьорн среща друг скалд, Торд Колбейнсон, придворния поет на ярла Ейрик Хоконсон (един от влиятелните норвежки васали по време на управлението на Свен I Вилобради). Торд отнася в Исландия лъжливата новина, че Бьорн е загинал и така самият Торд се оженва за девойката. Междувременно Бьорн участва във викингските походи в Киевска Рус и на запад. Когато се връща в Исландия, двамата скалди се изправят един срещу друг в дуел и Бьорн загива от ръката на Торд.
За главния герой в сагата Бьорн е известно, че е бил внук на Егил Скалагримсон от Сага за Егил и че е израснал в Борг. Бьорн е бил роден през 989 г. Майка му е била дъщеря на Егил Скалагримсон.
Текстът на сагата е запазен частично в два пергаментни кодекса от 14 в. и в два други ръкописа от 17 в. За пръв път е бил отпечатан през 1847 г. в Копенхаген.